# Jaim Najman Biálik

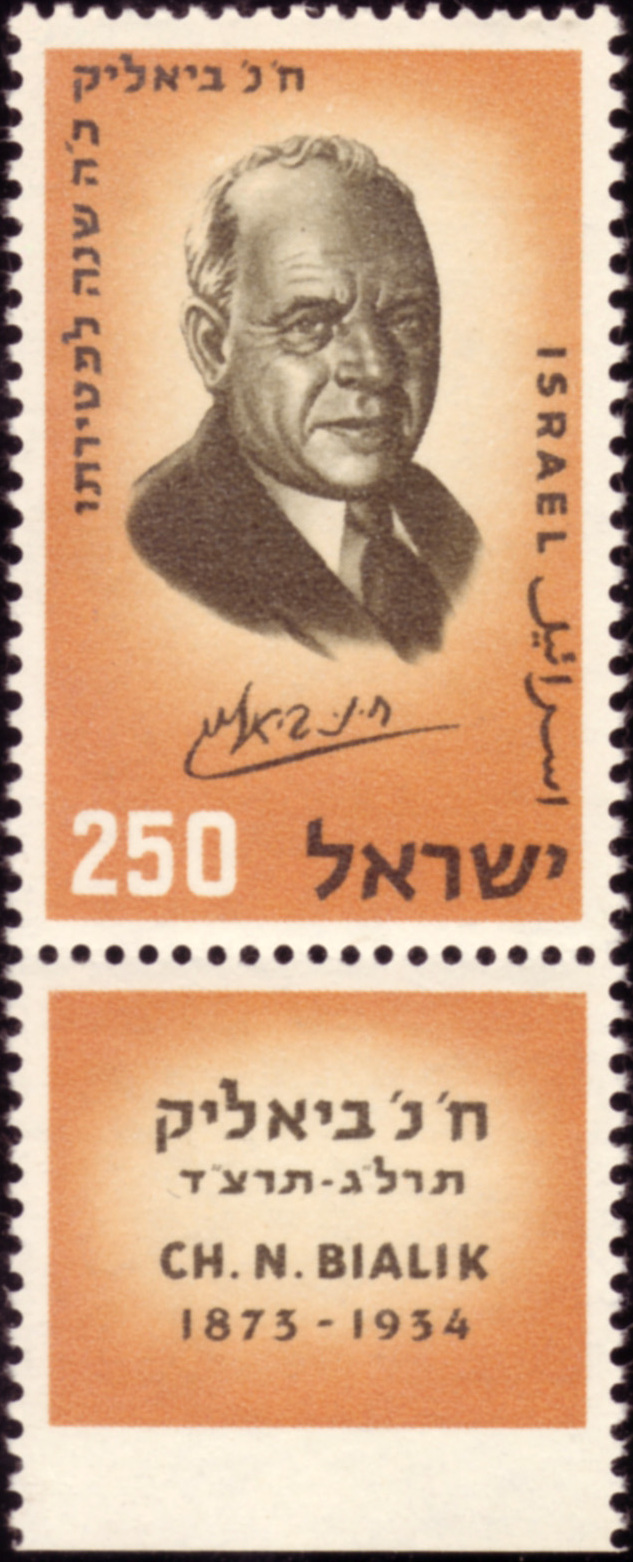
Estampilla israelí de 1959, dedicada a Biálik al cumplirse 25 años de su fallecimiento.

Jaim Najman Biálik (también escrito a veces Chaim N. Bialik, en hebreo: חיים נחמן ביאליק) (Ívnitsia, Volinia, Ucrania, 9 de enero de 1873-Viena, 4 de julio de 1934) fue un poeta judío, considerado uno de los más influyentes de la lengua hebrea y poeta nacional de Israel.  Fué criado en Jitomir, donde vivió entre los 8 y los 15 años de edad, estudiando luego en la Yeshivá de Volojin.
Una de las poesías más famosas de Biálik fue escrita después del pogromo de Chisináu (con traducción):
| בְּעִיר הַהֲרֵגָה קוּם לֵךְ לְךָ אֶל עִיר הַהֲרֵגָה וּבָאתָ אֶל-הַחֲצֵרוֹת וּבְעֵינֶיךָ תִרְאֶה וּבְיָדְךָ תְמַשֵּׁשׁ עַל-הַגְּדֵרוֹת וְעַל הָעֵצִים וְעַל הָאֲבָנִים וְעַל-גַּבֵּי טִיחַ הַכְּתָלִים אֶת-הַדָּם הַקָּרוּשׁ וְאֶת-הַמֹּחַ הַנִּקְשֶׁה שֶׁל-הַחֲלָלִים | En la ciudad masacrada Levántate y ve a la ciudad masacrada y con tus propios ojos verás, y con tus manos sentirás en las cercas y sobre los árboles y en los muros la sangre seca y los cerebros duros de los muertos... |